# Marie-Lucrèce Zileri dal Verme
Marie-Lucrèce Zileri dal Verme (Parme, 1er août 1839 - Parme, 3 août 1923) est une religieuse italienne fondatrice des Ursulines missionnaires du Sacré-Cœur de Jésus et reconnue vénérable par l'Église catholique.

## Biographie
Elle naît dans une famille noble de Parme et baptisée sous le nom de Drusilla ; son père est maire de Parme et occupe le poste de chef de l'administration du palais ducal. L'une de ses sœurs embrasse la vie religieuse au sein de la société du Sacré-Cœur de Jésus et un frère, volontaire pour la défense de Pie IX, tombe au combat en 1862.
Pendant son enfance, elle reste à Vicence et à Ferrare, où sa famille est confinée. Elle est l'élève des ursulines de Parme. Rejetant une demande en mariage et contre la volonté de son père, elle entre dans la congrégation des ursulines de Parme le 7 juillet 1858 et prononce ses vœux le 21 novembre 1859 en prenant le nom de Marie Lucrèce qui était celui de sa mère.
Elle est maîtresse des novices et, en 1886, elle est élue supérieure du couvent. Avec le soutien du pape Léon XIII, elle réforme son institut en orientant son apostolat vers les nouveaux besoins de la société et vers l'œuvre missionnaire. Le Saint-Siège approuve la nouvelle congrégation connues sous le nom d'Ursulines du Sacré-Cœur de Jésus le 8 mai 1899.

## Le culte
Le procès de la béatification commence en 1939 et la cause est introduite le 28 octobre 1975. Elle est reconnue vénérable le 21 décembre 1991 par le pape Jean-Paul II.